# NGC 5160
NGC 5160 — двойная звезда в созвездии Дева.
Этот объект входит в число перечисленных в оригинальной редакции «Нового общего каталога».